# Антон Илиев
Антон Илиев е участник в Руско-турската война (1877 – 1878), опълченец в Българското опълчение

## Биография
Антон Илиев е роден в град Кюстендил, тогава в Османската империя. След обявяването на Руско-турската война в 1877 година на 25 декември постъпва в Българското опълчение, в XII Опълченска дружина, 4-та рота. Тази дружина не взема участие в боевете.